# Le cose cambiano (Massimo Pericolo)
Le cose cambiano è il terzo album in studio del rapper italiano Massimo Pericolo, pubblicato il 1º dicembre 2023 dalle etichette discografiche Pluggers, Epic e Sony Entertainment Italy.

## Antefatti
Le prime indiscrezioni circa l'uscita di nuova musica da parte di Massimo Pericolo risalgono al maggio 2023, quando il rapper rende disponibile la tramite YouTube il freestyle Paparazzi, accompagnato dall'annuncio relativo al suo primo concerto presso il Mediolanum Forum di Assago, fissato al 13 gennaio 2024 e che ha registrato il tutto esaurito. A fine settembre 2023, il rapper conferma che il suo terzo album di inediti sarebbe stato pubblicato il 1º dicembre seguente. Nei mesi seguenti vengono rivelati il titolo e la copertina, così come gli artisti coinvolti nel progetto.

## Tracce
1. Massimo Pericolo (intro) – 3:10 (Alessandro Vanetti, Michele Bargigia, Luca Ghiazzi)
2. Diluvio (feat. Fight Pausa) – 3:12 (Alessandro Vanetti, Luca Ghiazzi, Pietro Miano, Alessandro Raina, Oliver Speck, Luca Di Biasi, Michele Bargigia, Carlo Luciano Porrini)
3. Moneylove (feat. Emis Killa) – 2:52 (Alessandro Vanetti, Emiliano Giambelli, Alessandro Raina, Federica Abbate, Nicolas Di Benedetto)
4. Straniero (feat. Tedua) – 2:56 (Alessandro Vanetti, Mario Molinari, Luca Ghiazzi)
5. Totoro 2 – 3:08 (Alessandro Vanetti, Maksym Sergeevich Kondratenko, Ryan Kynn, Luca Ghiazzi)
6. Ciao frate (feat. Niko Pandetta) – 2:21 (Alessandro Vanetti, Vincenzo Pandetta, Giuseppe Giocondo, Giannattasio Raffaele)
7. Fils de pute (feat. Speranza e Rafilù) – 3:25 (Alessandro Vanetti, Francesco Carrozza, Raffaele De Siena, Ugo Scicolone)
8. Senza di me (feat. Baby Gang) – 2:30 (Alessandro Vanetti, Zaccaria Mouhib, Oliver Speck)
9. Come aria – 3:15 (Alessandro Vanetti, Stefano Baraldi, Gregory Taurone)
10. Le cose cambiano (lcc) – 2:54 (Alessandro Vanetti, Dario Faini, Alessandro Raina)
11. 17 anni - Skit – 5:55 (Alessandro Vanetti, Michele Bargigia, Luca Ghiazzi)
12. Di persona (feat. Guè) – 2:33 (Alessandro Vanetti, Cosimo Fini, Gregory Taurone, Ilir Rusiti, Thomas Crimeni)
13. Povero stronzo (con Crookers) – 3:12 (Alessandro Vanetti, Alessandro Raina, Francesco Barbaglia)
14. Insieme – 2:35 (Alessandro Vanetti, Pietro Miano, Alessandro Raina)
15. Ancora qua – 2:48 (Alessandro Vanetti, Michele Bargigia, Luca Ghiazzi, Alessandro Raina)
16. Non parlarmi (outro) – 3:31 (Alessandro Vanetti, Simone Fuoco)

Tracce bonus nell'edizione deluxe
1. Straniero RMX (feat. Tedua e Neima Ezza) – 3:57 (testo: Alessandro Vanetti, Luca Ghiazzi, Mario Molinari, Amine Ezzaroui – musica: Alessandro Vanetti, Luca Ghiazzi, Mario Molinari)
2. Gavirate (con AVA) – 3:22 (Alessandro Vanetti, Francesco Avallone)
3. Tony Montana (feat. Achille Lauro) – 3:14 (Alessandro Vanetti, Lauro De Marinis, Pietro Miano, Matteo Ciceroni, Daniele Nelli)
4. Elimini – 2:04 (Alessandro Vanetti, Alessandro Raina, Pietro Miano)
5. Mood (con Crookers) – 2:37 (Alessandro Vanetti, Francesco Barbaglia)

## Classifiche

### Classifiche settimanali
| Classifica (2023) | Posizione massima |
| ----------------- | ----------------- |
| Italia            | 1                 |

### Classifiche di fine anno
| Classifica (2023) | Posizione |
| ----------------- | --------- |
| Italia            | 64        |
| Classifica (2024) | Posizione |
| Italia            | 41        |